# Zebeda Rejviashvili
Zebeda Rejviashvili (en georgiano: ზებედა რეხვიაშვილი, 16 de febrero de 1991) es un deportista georgiano que compitió en judo. Ganó una medalla de bronce en el Campeonato Europeo de Judo de 2013, en la categoría de –73 kg.

## Palmarés internacional
| Campeonato Europeo | Campeonato Europeo | Campeonato Europeo | Campeonato Europeo |
| Año                | Lugar              | Medalla            | Categoría          |
| ------------------ | ------------------ | ------------------ | ------------------ |
| 2013               | Budapest (Hungría) | Medalla de bronce  | –73 kg             |